# Heinrich Müller (Politiker, 1825)
Johann Heinrich August Müller (* 1825; † nach 1863) war ein deutscher Richter und Politiker.

## Leben
Müller war der Sohn des Pfarrers Karl Wilhelm Christian Müller aus Hirschberg. Er war evangelisch-lutherischer Konfession und heiratete am 17. November 1835 in Lobenstein Fanny Aurelie Pinkel (* 1818; † 2. Mai 1892 in Lobenstein), die Tochter des Bergmeisters Ernst August Pinkel in Lobenstein.
Müller studierte Staats- und Rechtswissenschaften und wurde Landratsamtssekretär in Ebersdorf. (1835) bis 1848 war er Justizamtsaktuar beim Justizamt Lobenstein. Am 21. August 1849 wurde er kommissarisch mit der Verwaltung des Justizamtes Lobenstein beauftragt. Am 1. Juli 1863 wurde er Justizamtmann und Vorstand der Prozessabteilung im Justizamt Schleiz mit dem Titel Justizrat. 
Vom 12. Februar 1852 bis zum 17. Juni 1854 war er Abgeordneter im Landtag Reuß jüngerer Linie und dort Schriftführer.